# Fastball
Fastball — американская альт-рок-группа, сформированная в Остине, штат Техас, в 1992 году. Изначально группа называлась Magneto U.S.A., но потом сменила название после подписания контракта с Hollywood Records.
В 1998 году их альбом All the Pain Money Can Buy достиг платинового статуса в течение шести месяцев после выпуска и оставался в чарте Billboard 200 в течение года. Их песни «The Way» и «Out of My Head» достигли 1 и 14 мест соответственно в чарте Billboard Adult Alternative Songs. Кроме того, группа была номинирована на две премии Грэмми — лучшее вокальное рок-исполнение дуэтом или группой за «The Way» и лучший музыкальный фильм за их промо-видео «The Way». Они также получили пять наград The Austin Chronicle: «Альбом года» 1998 года, «Лучшее видео», «Лучший сингл/EP», «Группа года» и «Лучшая поп-группа» 1995 года.
В конце 2021 года Fastball начали кампанию на Patreon в поддержку выпуска новой музыки, а также демоверсий своих песен и историй, стоящих за ними.

## Дискография
Смотри статью «Дискография Fastball» в англ. разделе.
- Make Your Mama Proud (1996)
- All the Pain Money Can Buy (1998)
- The Harsh Light of Day (2000)
- Keep Your Wig On (2004)
- Little White Lies (2009)
- Step Into Light (2017)
- The Help Machine (2019)
- The Deep End (2022)
- Sonic Ranch (2024)